# Побуђено стање
Побуђеност представља повећање у енергетском нивоу изнад одређеног енергетског стања које се означава као основно. У физици постоји специфична дефиниција за енергетски ниво која се односи на атом који се налази у побуђеном стању.
У квантној механици, побуђено стање система, као што је атом, молекул или атомско језгро, је било које квантно стање које има већу енергију од основног стања, односно, већу енергију од апсолутног минимума. Температура групе честица је одраз степена побуђености система, осим код система који имају негативну температуру.
Време живота система у побуђеном стању је обично веома кратко: спонтана или индукована емисија кванта енергије (фотона или фонона) се обично догађа након што се систем "попне" у побуђено стање. Након овога се систем враћа у стање ниже енергије: у побуђено стање нижег нивоа или у основно стање. Овај повратак у стање ниже енергије представља обрнут процес побуђивању.
Дугоживећа побуђена стања се често називају метастабилним. Дугоживећи нуклеарни изомери и синглетни кисеоник су два примера код којих се јављају оваква стања.

## Атомско побуђивање
Једноставан пример овог концепта представља атом водоника.
У основном стању, једини електрон у атому водоника је у најнижој могућој орбитали, односно у сферно-симетричној 1s таласној функцији, која има најниже могуће квантне бројеве. Додајући енергију атому (на пример, апсорпцијом фотона довољне енергије), електрон може да пређе у побуђено стање (које има веће квантне бројеве од минималних). Ако фотон има превише енергије, електрон ће престати да буде везан за атом, и атом ће постати јонизован.
Након побуђивања, атом се може вратити у основно стање или у ниже побуђено стање, емисијом фотона одређене енергије. Емисијом фотона из различитих побуђених стања настаје електромагнетни спектар који показује серију емисионих линија. У случају атома водоника, то су Лајманова, Балмерова, Пашенова, и Бракетова серија.
Атом у високом побуђеном стању се назива Ридбергов атом. Систем који се састоји од оваквих атома може да формира дугоживеће кондензовано побуђено стање, односно кондензовану фазу која се у потпуности састоји од побуђених атома; ова фаза се назива Ридбергова материја.
Водоник се може побуђивати топлотом или електрицитетом.

## Побуђивање пертурбованог гаса
За скуп молекула који формира гас се може сматрати да се налази у побуђеном стању ако један или више молекула имају повишену кинетичку енергију тако да резултујућа расподела брзина одступа од Болцманове расподеле. Овај феномен је посматран над случајем дводимензионих гасова, при чему је анализирано време потребно за релаксацију до равнотеже.

## Израчунавање побуђених стања
Побуђена стања се израчунавају применом спрегнутих група (енгл. coupled cluster), Молер-Плесетове пертурбационе теорије (енгл. Møller–Plesset perturbation theory), и временски-зависном теоријом функционала густине (енгл. Time-dependent density functional theory - T-DFT). Ови прорачуни су знатно сложенији од прорачуна за непобуђена стања.

## Апсорпција побуђеног стања
Побуђивање система (атома или молекула) из нискоенергетског побуђеног стања до високоенергетског побуђеног стања уз апсорпцију фотона се назива побуђено апсорпционо стање (ESA). Апсорпција побуђеног стања је могућа само када је електрон већ побуђен из основног стања у ниже побуђено стање. Апсорпција побуђеног стања обично је нежељени ефекат. Мерења апсорпције побуђеног стања се врши користећи пробне технике пумпи. Међутим, није их лако мерити путем поређења са апсорпцијом основног стања, и у неким случајевима потребно је потпуно избељивање основног стања како би се измерила апсорпција побуђеног стања.

## Реакције
Последица побуђености је и другачије понашање атома у хемијској реакцији, чиме се бави фотохемија. Побуђена стања помажу ток реакције.